# Чечелевка
Чечеле́вка (укр. Чечелівка) — село на Украине, находится в Гайсинском районе Винницкой области. Находится в 10 км от районного центра и железнодорожной станции Гайсин. Название получило от фамилии Чечель.
В селе размещена центральная усадьба колхоза им. 40-летия Октября. За хозяйством закреплено 4378 га земли, в т. ч. 3212 га пахотной. Колхоз специализируется на откорме свиней, которых в советское время за год откармливали более 7 тыс. Доярка Д. Р. Ильченко была награждена орденом Ленина.
В селе имеется действующая 8-летняя школа, библиотека, клуб. 
Код КОАТУУ — 0520886503. Население по переписи 2001 года составляет 1129 человек. Почтовый индекс — 23735. Телефонный код — 4334.
Занимает площадь 2,588 км².

## Административное деление
Чечелевка — является центром сельского совета.
Адрес местного совета: 23735, Винницкая область, Гайсинский р-н, с.Чечелевка, ул.Ленина, 1
Чечелевскому сельскому совету подчинены села Рахновка и Тарасовка.
В ХІХ ст. Чечелевка являлась селом Гайсинского уезда Подольской губернии.

## История
Впервые село упоминается в письменных источниках XVIII в. Название получило от фамилии Чечель. Во время революции 1905-1907 гг. в селе произошло несколько беспорядков.
1884 крестьяне Рахновки (Чечелевки?) восстали против местного помещика. Для их подавления были брошены две роты солдат.

## Село в период Великой Отечественной войны
В селе находится воинский мемориал. 
Список солдат и офицеров, захороненных в братской могиле с. Чечелевка Гайсинского района Винницкой области, Украина (могила № 120)
Всего в братской  могиле захоронено 49 человек. 
Известных – 34. Неизвестных – 15.
Погибшие в 1941 году
Основание: Данные Чечелевского сельского совета. 
1.   КОСЯК Михаил Филиппович, погиб 25.06.1941 г. 
2.   ЭЗУГБАЯ Акаки Николаевич, погиб 28.07.1941 г.
3.   Майор МОЧАН Каземир Антонович, погиб 25.07.1941 г.
4.   ПОПОВ Серафим Павлович, погиб 12.07.1941 г. Необходимо уточнить дату (место) гибели. Немцы захватили Гайсинский район 25.07.1941 года.
5.   КАРПЕНКО Игнат Павлович, погиб 12.07.1941 года. Необходимо уточнить дату (место) гибели. Немцы захватили Гайсинский район 25.07.1941 года.
Погибшие в 1944 году
Основание: Данные Чечелевского сельского совета. 
1.   Ряд. ДУБОВЕНКО Гаврило Данилович, 1899 г.р. призван Попельнянским РВК Житомирской обл., стрелок 797 СП 232 СД, убит 12.03.1944 г.
2.   КУЛИКОВСКИЙ Александр Михайлович, погиб 12.03.1944 г.
3.   Ряд. СЕМИН Алексей Афанасьевич, 1900 г.р., призван Таращанским РВК Киевской обл., стрелок 797 СП 232 СД, убит 12.03.1944 г. 
4.   Ряд. СУХЕНКО Иван Никитович, 1910 г.р., призван Яготинским РВК Черниговской обл., стрелок 797 СП 232 СД, умер от ран 14.03.1944 г.
5.   СТЕПУРА Тихон Семенович, погиб 11.03.1944 г.
6.   Ряд. КОВАЛЕНКО Алексей Павлович, 1923 г.р., призван Сквирским РВК Киевской обл., стрелок 797 СП 232 СД , убит 12.03.1944 г.                     
7.   КРИЖАНОВСКИЙ Кондрат Игнатьевич, 05.03.1944 г.
Погибшие в 1944 году
Основание: ЦА МО РФ; 202 СД; фонд 1464; ОП 2;  Д 53.
Фамилии павших солдат и офицеров на братской могиле-мемориале не указаны.
1.   С-нт АБРАМЕНКОВ Константин Александрович, 1915 г.р., призван Волчихинским РВК Алтайского края, разведчик 281 р.р.202 СД, погиб 05.03.1944 г.
2.   Ряд. АБРАЕВ Вахаджан, 1911 г.р., призван Моргоушским РВК Чувашской АССР, стрелок 645 СП 202 СД, погиб 05.03.1944 г.
3.   С-нт АВИНОВ Степан Иванович, 1918 г.р., призван кировским РВК Смоленской обл., ком отделения 645  СП 202 СД, погиб 05.03.1044 г.
4.   Ряд. АУЛОВ Яков Адамович, 1903 г.р., призван из города Пенза, стрелок 645 СП 202 СД, погиб 05.03.1944 г.
5.   Мл. с-нт БОКОВ Иван Петрович, 1917 г.р., призван Фастовским РВК Киевской обл., санитар 357 мед. санбата 202 СД, погиб 05.03.1944 г.
6.   Ряд. БАУМАН Андрей Михайлович, 1906 г.р., призван Освинским РВК Пермской обл., стрелок 645 СП 202 СД, погиб 05.03.1944 г.
7.   Ефр. ВОЛОТОВСКИЙ Алексей Григорьевич, 1907 г.р.призван Конотопским РВК Сумской обл., телефонист 645 СП 202 СД, погиб 04.03.1944 г.
8.   Ряд. ВОЛНУХИН Павел Иванович, 1910 г.р., призван из г. Вологда, стрелок 645 СП 202 СД, погиб 05.03.1944 г.
9.   Мл. с-нт ГУСЕВ Василий Антонович, 1916 г.р., призван Дорогобужским РВК Смоленской обл., пулеметчик 645 СП 202 СД, погиб 05.03.1944 г.
10.    Ряд. ДЖАНАЕВ Дмитрий Федорович, 1901 г.р., призван Уманским РВК Черкасской обл., стрелок 645 СП 202 СД, погиб 05.03.1944 г.
11.   Мл. л-нт ЖОЛОБОВ Василий Васильевич, 1919 г.р., призван из Ленинградской обл., ком. Взвода 645 СП 202 СД, погиб 05.03.1944 г.
12.   Рад. ИСАЕВ Алексей Кириллович, 1901 г.р., призван из г. Запорожье, стрелок 645 СП 202 СД, погиб 05.03.1944 г.
13.   С-нт КАРИНСКИЙ Александр Павлович, 1916 г.р., призван Холмогорским РВК Архангельской обл., ком. отделения 645 СП 202 СД, погиб 04.03.1944 г.
14.   Ряд. КИБЛЕР Роберт Мартынович, 1898 г.р., призван Вышневолоцким РВК Калининской обл., стрелок 645 СП 202 СД, погиб 05.03.1944 г.
15.   Л-нт КЛИМЕНТЬЕВ Николай Лаврович, 1914 г.р., призван (с. Смоленск – так в документе), ком. роты 645 СП 202 СД, погиб 05.03.1944 г.
16.   Ряд. КОДЕНКО Юрий Васильевич, 1903 г.р., призван Мищевским РВК Тульской обл., стрелок 682 СП 292 СД, погиб 04.03.1944 г.
17.   Мл. с-нт КАЛАЧАЕВ Николай Сергеевич, 1914 г.р. призван Задонским РВК Орловской обл., ком. отделения связи 581 отд. б-на связи 202 СД, погиб 04.03.1944 г.
18.   С-на мед. службы КОНДРЮКОВА Ирина Михайловна, 1920 г.р., г. Ленинград, старшая мед. сестра 357 медико-санитарного бат. 202 СД, умерла от ран 6.03.1944 г.
19.   Ряд. КОРЕПИН Ярослав Михайлович, 1909 г.р., призван из г. Ворошиловграда, зенитчик 324 зен. бат., погиб 04.03.1944 г.
20.   Мл. с-нт ЛАСКИН Сергей Александрович, 1916 г.р., призван Соболевским РВК Омской обл., стрелок 682 СП 202 СД, погиб 04.03.1944 г.
21.   Ст. с-нт ЛИТВИНОВ Петр Андреевич, 1917 г.р., призван Белоцерковским РВК Киевской обл., ком. отделения 682 СП 202 СД, погиб 04.03.1944 г.
22.   Мл. с-нт МАРУЩАК Виктор Романович, 1909 г.р., призван Броиспольским РВК Киевской обл., стрелок 682 СП 202 СД, погиб 04.03.1944 г.

## Религия
В селе находится две религиозные общины - православная в виде прихода Свято Крестовоздвиженского храма и баптистская в виде прихожан церкви...